# ايتا ز.فالكونر
ايتا ز.فالكونر هي سلسلة من الجوائز والمحاضرات التي تكرم النساء اللاتى قدمن مساهمات عظيمة ومتميزة في العلوم الرياضية أو تعليم الرياضات.
وتم تسمية الجائزة تيمناً بعالمة الرياضيات ايتا ز.فالكونر وتخليداً لذاكرها وانجازاتها العظيمة في تعزيز انضمام النساء في المهن العلمية وحركة الاقليات.
وفي كل صيف يتم إلقاء محاضرة في ماث فيست وهو الملتقى الرسمى السنوي للمحاضرات. 